# Lista odcinków serialu Defiance
Poniżej znajduje się lista odcinków serialu telewizyjnego pod tytułem Defiance emitowanego w amerykańskiej telewizji Syfy od 15 kwietnia 2013. W Polsce emisją zajął się Canal+, a premiera dwóch pierwszych odcinków pilotowych miała miejsce 7 listopada 2013, zaś kolejne emitowane były po jednym odcinku w każdy czwartek (oprócz 26 grudnia) o godzinie 21:30. Według Canal+ odcinek o tytule "Down in the Ground Where the Dead Men Go" jest pierwszy, ponieważ dwa pierwsze odcinki pilotowe zostały wyemitowane jako jeden długi odcinek (82 min) jako "Defiance: Pilot", natomiast kolejne: "Defiance (1)". Z tego powodu też na stronach programów telewizyjnych znajduje się informacja, że serial ma 11 odcinków, a nie 13.
| Sezon | Sezon | Odcinki                                  | Premiera sezonu  | Finał sezonu     | Premiera             | Finał            | Wydanie DVD          | Wydanie DVD   | Wydanie DVD  |
| Sezon | Sezon | Odcinki                                  | Premiera sezonu  | Finał sezonu     | Premiera             | Finał            | Region 1             | Region 2      | Region 4     |
| ----- | ----- | ---------------------------------------- | ---------------- | ---------------- | -------------------- | ---------------- | -------------------- | ------------- | ------------ |
|       | 1     | 13 (odc. 1 i 2 – złączone w całość w C+) | 15 kwietnia 2013 | 8 lipca 2013     | 7 listopada 2013     | 30 stycznia 2014 | 15 października 2013 | 15 lipca 2013 | 3 lipca 2014 |
|       | 2     | 13                                       | 19 czerwca 2014  | 28 sierpnia 2014 | 27 października 2014 | 19 stycznia 2015 | brak danych          | brak danych   | brak danych  |
|       | 3     | 13                                       | 12 czerwca 2015  | 28 sierpnia 2015 | 11 października 2015 | brak danych      | brak danych          | brak danych   | brak danych  |

## Sezon 1 (2013)
| Nr  | #   | Tytuł                                    | Reżyseria      | Scenariusz                                     | Premiera Syfy    | Premiera Canal+   |
| --- | --- | ---------------------------------------- | -------------- | ---------------------------------------------- | ---------------- | ----------------- |
| 1/2 | 1/2 | Pilot                                    | Scott Stewart  | Rockne S. O'Bannon Kevin Murphy Michael Taylor | 15 kwietnia 2013 | 7 listopada 2013  |
| 3   | 3   | Down in the Ground Where the Dead Men Go | Michael Nankin | Kevin Murphy Anupam Nigam                      | 22 kwietnia 2013 | 14 listopada 2013 |
| 4   | 4   | The Devil in the Dark                    | Omar Madha     | Michael Taylor                                 | 29 kwietnia 2013 | 21 listopada 2013 |
| 5   | 5   | A Well Respected Man                     | Michael Nankin | Craig Gore Tim Walsh                           | 30 kwietnia 2013 | 28 listopada 2013 |
| 6   | 6   | The Serpent's Egg                        | Omar Madha     | David Weddle Bradley Thompson                  | 13 maja 2013     | 5 grudnia 2013    |
| 7   | 7   | Brothers in Arms                         | Andy Wolk      | Todd Slavkin Darren Swimmer                    | 20 maja 2013     | 12 grudnia 2013   |
| 8   | 8   | Goodbye Blue Sky                         | Andy Wolk      | Anupam Nigam Amanda Alpert Muscat              | 3 czerwca 2013   | 19 grudnia 2013   |
| 9   | 9   | I Just Wasn't Made for These Times       | Allan Kroeker  | Clark Perry                                    | 10 czerwca 2013  | 2 stycznia 2014   |
| 10  | 10  | If I Ever Leave This World Alive         | Allan Kroeker  | Bryan Gracia                                   | 17 czerwca 2013  | 9 stycznia 2014   |
| 11  | 11  | The Bride Wore Black                     | Todd Slavkin   | Todd Slavkin Darren Swimmer                    | 24 czerwca 2013  | 16 stycznia 2014  |
| 12  | 12  | Past Is Prologue                         | Michael Nankin | Michael Taylor                                 | 1 lipca 2013     | 23 stycznia 2014  |
| 13  | 13  | Everything Is Broken                     | Michael Nankin | Kevin Murphy                                   | 8 lipca 2013     | 30 stycznia 2014  |

## Sezon 2 (2014)
| Nr | #  | Tytuł                                | Reżyseria      | Scenariusz                      | Premiera Syfy    | Premiera Canal+      |
| -- | -- | ------------------------------------ | -------------- | ------------------------------- | ---------------- | -------------------- |
| 14 | 1  | The Opposite of Hallelujah           | Michael Nankin | Kevin Murphy                    | 19 czerwca 2014  | 27 października 2014 |
| 15 | 2  | In My Secret Life                    | Michael Nankin | Michael Taylor                  | 26 czerwca 2014  | 3 listopada 2014     |
| 16 | 3  | The Cord and the Ax                  | Michael Nankin | Allison Miller                  | 3 lipca 2014     | 10 listopada 2014    |
| 17 | 4  | Beasts of Burden                     | Allan Kroeker  | Todd Slavkin Darren Swimmer     | 10 lipca 2014    | 17 listopada 2014    |
| 18 | 5  | Put the Damage On                    | Allan Kroeker  | Nevin Densham                   | 17 lipca 2014    | 24 listopada 2014    |
| 19 | 6  | This Woman's Work                    | Allan Arkush   | Brian Allen Alexander           | 24 lipca 2014    | 1 grudnia 2014       |
| 20 | 7  | If You Could See Her Through My Eyes | Allan Arkush   | Brusta Brown John Mitchell Todd | 31 lipca 2014    | 8 grudnia 2014       |
| 21 | 8  | Slouching Towards Bethlehem          | Larry Shaw     | Bryan Q. Miller                 | 7 sierpnia 2014  | 15 grudnia 2014      |
| 22 | 9  | Painted from Memory                  | Larry Shaw     | Kevin Murphy                    | 14 sierpnia 2014 | 22 grudnia 2014      |
| 23 | 10 | Bottom of the World                  | Andy Wolk      | Anupam Nigam                    | 21 sierpnia 2014 | 29 grudnia 2014      |
| 24 | 11 | Doll Parts                           | Andy Wolk      | Phoef Sutton                    | 21 sierpnia 2014 | 5 stycznia 2015      |
| 25 | 12 | All Things Must Pass                 | Michael Nankin | Todd Slavkin Darren Swimmer     | 28 sierpnia 2014 | 12 stycznia 2015     |
| 26 | 13 | I Almost Prayed                      | Michael Nankin | Kevin Murphy                    | 28 sierpnia 2014 | 19 stycznia 2015     |

## Sezon 3 (2015)
25 września 2014 roku, stacja SyFy zamówiła trzecią serię.
| Nr | #  | Tytuł                                             | Reżyseria      | Scenariusz                     | Premiera Syfy    | Premiera Canal+ Seriale |
| -- | -- | ------------------------------------------------- | -------------- | ------------------------------ | ---------------- | ----------------------- |
| 27 | 1  | The World We Seize                                | Michael Nankin | Kevin Murphy                   | 12 czerwca 2015  | 11 października 2015    |
| 28 | 2  | The Last Unicorns                                 | Michael Nankin | Kari Drake                     | 12 czerwca 2015  | 18 października 2015    |
| 29 | 3  | Broken Bough                                      | Larry Shaw     | Todd Slavkin, Darren Swimmer   | 19 czerwca 2015  | 25 października 2015    |
| 30 | 4  | Dead Air                                          | Larry Shaw     | Gregory Weidman, Geoff Tock    | 26 czerwca 2015  | 1 listopada 2015        |
| 31 | 5  | History Rhymes                                    | Felix Alcala   | Anupam Nigam                   | 3 lipca 2015     | 8 listopada 2015        |
| 32 | 6  | Where the Apples Fell                             | Felix Alcala   | Paula Yoo                      | 10 lipca 2015    | 15 listopada 2015       |
| 33 | 7  | The Beauty of Our Weapons                         | Mairzee Almas  | Manuel Figueroa, Jordan Heimer | 17 lipca 2015    | 22 listopada 2015       |
| 34 | 8  | My Name Is Datak Tarr and I Have Come to Kill You | Mairzee Almas  | Kevin Murphy                   | 24 lipca 2015    | 29 listopada 2015       |
| 35 | 9  | Ostinato in White                                 | Allan Arkush   | Bryan Q. Miller                | 31 lipca 2015    |                         |
| 36 | 10 | When Twilight Dims the Sky Above                  | Allan Arkush   | Brian Allen Alexander          | 7 sierpnia 2015  |                         |
| 37 | 11 | Of a Demon in My View                             | Thomas Burstyn | Nick Mueller                   | 14 sierpnia 2015 |                         |
| 38 | 12 | The Awakening                                     | Michael Nankin | Todd Slavkin, Darren Swimmer   | 21 sierpnia 2015 |                         |
| 39 | 13 | Upon the March We Fittest Die                     | Michael Nankin | Kevin Murphy                   | 28 sierpnia 2015 |                         |